# 段駅
段駅（だんえき）は、熊本県八代市坂本町西部段にある、九州旅客鉄道（JR九州）肥薩線の駅である。

## 歴史
- 1929年（昭和4年）9月11日：付近町村長より門司鉄道管理局に対し、八代 - 坂本駅中間停車場設置方を申請。
- 1930年（昭和5年）10月29日：鉄道大臣の認可発令。
- 1931年（昭和6年）4月1日：鉄道省が開設[2][3]。駅員無配置。
- 1940年（昭和15年）4月1日：駅員配置。
- 1956年（昭和31年）
  - 7月20日：上り本線敷設竣工。
  - この年：駅長が赴任、八代駅管轄から独立。
- 1977年（昭和52年）：駅舎改築。
- 1984年（昭和59年）2月1日：荷物取扱廃止[3]。
- 1986年（昭和61年）11月1日：電子閉塞装置導入[4]により無人化[5]。駅構内下り線撤去。
- 1987年（昭和62年）4月1日：国鉄分割民営化により九州旅客鉄道が継承[3][4]。
- 1988年（昭和63年）1月1日：駅舎撤去。

（出典：『坂本村史』1990年、782-783頁などより）

## 駅構造
単式ホーム1面1線を有する地上駅。かつては島式ホーム1面2線であったが、片方の線路を撤去した構造である。駅舎は撤去済みで外へはホームの端から旧線路跡を渡って出るが、かつてはそこに駅舎があった。現在はホーム上に木造の待合所が置かれたままの無人駅となっている。

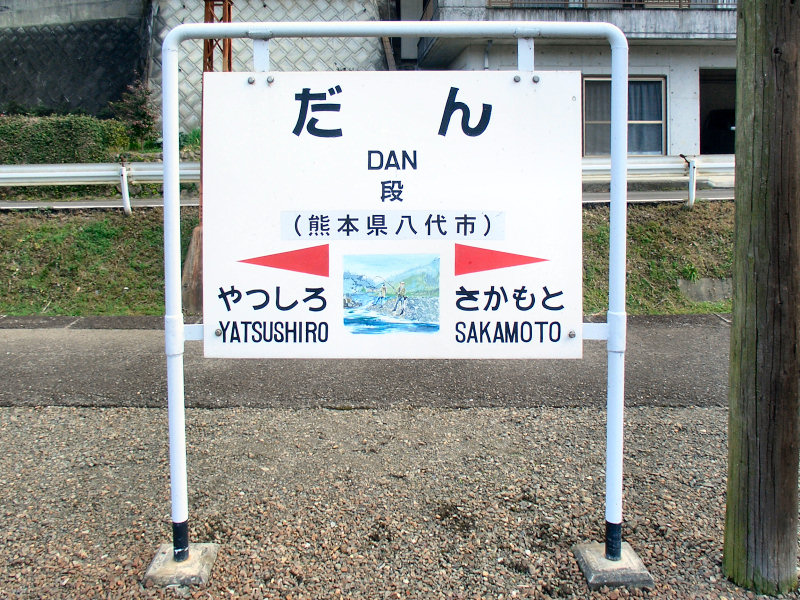
球磨川の鮎釣りを描いた駅名標

## 利用状況
1日平均乗車人員及び乗降人員は以下の通り。
| 年度   | 1日平均 乗車人員 | 1日平均 乗降人員 |
| ------ | ---------------- | ---------------- |
| 2000年 | 35               | 79               |
| 2001年 | 39               | 79               |
| 2002年 | 35               | 74               |
| 2003年 | 30               | 64               |
| 2004年 | 31               | 63               |
| 2005年 | 30               | 61               |
| 2006年 | 31               | 63               |
| 2007年 | 24               | 49               |
| 2008年 | 22               | 44               |
| 2009年 | 20               | 40               |
| 2010年 | 17               | 34               |
| 2011年 | 16               | 29               |
| 2012年 | 15               | 32               |
| 2013年 | 11               | 24               |
| 2014年 | 8                | 17               |
| 2015年 | 7                | -                |

## 駅周辺
民家は比較的多く、球磨川の両岸に集落がある。球磨川の対岸には産交バスの西部大橋（さいぶおおはし）バス停があり、当駅から約500 m離れている。
- 熊本県道158号中津道八代線 - 駅前を走っている。
- 下松求麻簡易郵便局
- 球磨川
- 西部大橋
- 九州自動車道
- 国道219号 - 対岸を走っている。
- 旧深水発電所 - 当駅と坂本駅の間の車窓から一瞬、煉瓦造りの建物が見える。当駅を出て2番目のトンネルを出た直後、右側に見ることができる。

## 隣の駅
九州旅客鉄道（JR九州）
■肥薩線
八代駅 - 段駅 - 坂本駅